# Metal Blade Records
A Metal Blade Records é uma gravadora independente estadunidense, fundada em 1981 por Brian Slagel. Em 1983, a gravadora lançou uma coletânea que revelou grandes nomes do heavy metal, com bandas como Metallica, Overkill, Possessed, Metal Church e Savatage. Há versões da gravadora em países como Alemanha e Japão. Nos Estados Unidos é distribuída pela gravadora Sony BMG e no Brasil é lançado pela Sum Records, ex-Roadrunner Records.
Alguns artistas da gravadora já apareceram no topo da Billboard. A gravadora antigamente tinha um enfoque mais heavy metal com bandas como Slayer, Manowar, Gwar e Mercyful Fate. Hoje em dia, a gravadora tem assinado com bandas de metalcore,deathcore,death metal como As I Lay Dying, Unearth e Job for a Cowboy.